# Introspekcjonizm
Introspekcjonizm, psychologia introspekcyjna – technika zbierania danych, rozwijana przez XIX-wiecznych psychologów, m.in. Wundta, kładąca nacisk na bezpośrednie i subiektywne badanie świadomości – introspekcję.
Badania nad percepcją prowadzone były z punktu widzenia nauk przyrodniczych. Wynikało to z tendencji myśli XIX-wiecznej do przekształcania dziedzin filozofii zajmujących się człowiekiem w nauki empiryczne. Psychologia miała być podstawową dyscypliną humanistyczną tego przekształcenia. W introspekcjonizmie psychika była rozumiana jako świadomość indywidualna – przedmiot jej badań stanowiła psychika dowolnej jednostki ludzkiej – utożsamiana ze świadomością.
Metoda introspekcyjna (introspekcja) była metodą empiryczną, gdyż pozwalała zbadać bezpośrednio fenomeny psychiczne. Polegała na wewnętrznej obserwacji własnych stanów przeżyć psychicznych, ich bezpośredni ogląd możliwy był tylko przez jednostkę, która dany stan przeżywała (samoobserwacja). Wiedza w ten sposób uzyskana, uznana była za jedyną wiedzę pewną.
Przedmiotem badań introspekcjonizmu jest psychika indywidualna. Według niej to, co psychiczne jest tym, co świadome i subiektywne. Stanom psychicznym przysługują specyficzne własności, inne niż własności przypisywane rzeczom fizykalnym. Nie mają wymiaru przestrzennego, jedynie wymiar czasowy.
Psychologia introspekcyjna to nauka o człowieku i jego duchowości. Metodą pośrednią dla introspekcji jest ekstraspekcja, polegająca na wnioskowaniu przez analogię (skoro ktoś się jakoś zachowuje, możemy przypuszczać na podstawie własnego doświadczenia, jak się musi czuć). Ta metoda jest epistemologicznie gorsza, wiedza uzyskana w ten sposób nie jest pewna i wiarygodna.
Introspekcja została odrzucona przez behawiorystów, którzy na jej miejsce zaproponowali badanie zachowania – obserwowalnego dla wszystkich i porównywalnego. Ostatecznie uznano, że introspekcja nie spełnia wymagań stawianych naukowym metodom badania w nauce empirycznej, za jaką uznano psychologię.